# Tibor vagyok, de hódítani akarok!
A Tibor vagyok, de hódítani akarok! 2006-ban bemutatott magyar filmvígjáték Fonyó Gergely rendezésében. A főbb szerepekben Fancsikai Péter, Gregor Bernadett, Gáspár Kata, Gesztesi Károly és Egri Bálint látható.

## Cselekmény
Tibor (Fancsikai Péter) két barátjával az iskolai évzárón egy számítógépen éppen Lady Sandra erotikus weboldalát nézi, amikor az iskolarádióból megtudja, hogy megbukott történelemből. Emiatt apja vállalatának üdülőjébe, a Flamingó Hotelbe kell mennie, és ott felkészülni a pótvizsgára. Azonban nem várt vendég érkezik a hotelbe, maga Lady Sandra (Gregor Bernadett).

## Szereplők
- Fancsikai Péter – Szelei Tibor
- Gregor Bernadett – Rényi Lexi / Lady Szandra
- Gesztesi Károly – Rényi Géza
- Németh Kristóf – Köves András
- Egri Bálint – Józsi
- Gáspár Kata – Tunyogi Kata
- Cserna Antal – Tunyogi, gondnok
- Molnár Piroska – Rózsi néni
- Józsa Imre – Tibor apja
- Elek Ferenc – igazgató
- Dér Zsolt – Országh Balázs
- Szatory Dávid – Tóth Feri

## Nézettség
A nézettségi adatok szerint 158 453 jegyet adtak el rá.